# Сицкий, Фёдор Петрович
Князь Фёдор Петрович Сицкий по прозванию Кривой (ум. после 1535) — безудельный (?) князь Сицкий, воевода во времена правления Ивана III Васильевича, Василия III Ивановича и Ивана IV Васильевича Грозного.
Единственный сын князя Петра Семёновича, удельного князя Сицкого, внук родоначальника князей Ситцких — князя Семёна Фёдоровича.

## Биография
Не известно, был ли он владетельным князем Сицким, однако уже в конце XV века он был безудельным князем на службе у великого князя московского Ивана III Васильевича, но при этом он сохранил вотчины в бывшем Сицком уделе на реке Сить.
В 1492 году участвовал в государевом Новгородском походе, где упомянут дворянином и послан третьим воеводою войск левой руки, а куда не указано. В 1495 году, вновь в государевом походе в Новгород, находился при государе. Упоминается в разрядах в 1495 — 1508/1509 годах. В 1496 году первый воевода сперва в полку левой руки, а потом правой руки в походе под Выборг. В 1500 году третий воевода Передового полка "помощных" войск казанского царя против пришедших к Казани татарских войск. В феврале 1500 года четвёртый в свадебном поезде при бракосочетании дочери великого князя — княжны Софьи Ивановны и князя Василия Даниловича Холмского.
В 1501 году — воеводой в полку правой руки в сражении со шведами. В этом же году третий воевода Передового полка в Пскове против немцев. В 1502 году второй воевода в Стародубе, а после третий воевода Передового полка в шведском походе.
В апреле 1506 года принял участие в походе на Казань, стоял третьим воеводой судовой рати на Волге на перевозе в 30 верстах от города, а потом первый воевода стоял выше Казани против Сосны. В 1507 году первый воевода Большого полка в походе из Сиверы в Литву.
В 1508 году второй воевода Сторожевого полка в Вязьме и послан от князей Стародубского и Шемякина первым воеводою Большого полка в Литву, где упоминается в числе воевод, участвовавших в войне великого князя московского Василия III Ивановича против великого князя литовского Александра. В 1509 году послан из Москвы в Дорогобуж третьим воеводою, где участвовал в восстановлении Дорогобужа, сожжённого московскими войсками. В этом же году во время Казанского похода третий воевода, сперва вновь на перевозе, где переправлялся с войсками князь Ростовский. В 1515 году Фёдор Кривой стоял на реке Вашана, оттуда он получил направление вторым воеводой в полк левой руки в Туле.
29 августа 1535 года он вместе с одним из сыновей попал в плен к литовцам во время осады Стародуба. После этого сведений о нём нет.

## Брак и дети
Имя жены Фёдора Кривого не известно. Дети:
- Александр (ум. до 1549[4]) — воевода.
- Семён (ум. после 1549) — воевода, позже монах (с именем Серапион) в Кирилло-Белозерском монастыре
- Андрей — воевода.
- Юрий Большой — воевода.
- Фёдор — воевода.
- Иван (Конон) (ум. 30 сентября 1568)[5] — воевода.
- Юрий Меньшой — голова.